# グレン・モス
グレン・モス（Glen Moss、1983年1月19日 - ）は、ニュージーランド出身の元サッカー選手。現役時代のポジションはゴールキーパー。

## 経歴
クラブ
2007年8月、Aリーグ参入初年度のウェリントン・フェニックスFCと2年契約を結ぶ。2007-08シーズンは20試合に出場し、リーグトップレベルのショットストッパーとして活躍する。しかし、翌シーズンはケガもありニュージーランド代表で同僚のマーク・パストンと併用されるようになり、13試合の出場に留まった。2009年、リーグチャンピオンのメルボルン・ビクトリーFCに移籍。2009-10シーズン開幕当初は正GKの座を得たが次第に精彩を欠き、若手のミッチェル・ランゲラックに抜かれる形となった。
2010年7月19日、セントラルコースト・マリナーズFCへ移籍したジェス・ヴァンストラッタンに代わりゴールドコースト・ユナイテッドFCに2年契約で移籍。
代表
2005年6月、オーストラリアとの親善試合において代表初招集を受ける。翌年2月のマレーシア戦で初出場する。
2009年のコンフェデレーションズカップではグループリーグ3試合全てに出場。イラク戦は無失点に抑え0-0で引き分け、ニュージーランド代表のFIFA主要国際大会における初のポイント獲得に貢献。
2008年11月、ワールドカップオセアニア予選において消化試合となっていたフィジー戦で審判に対する暴言により4試合の出場停止処分を受ける。この為、大陸間プレーオフ・バーレーン戦2試合はマーク・パストンに譲ることになった。また、ワールドカップ本大会でもグループリーグ2試合に処分が引き継がれ、3試合目のパラグアイ戦で出場可能になったがプレーすることは出来なかった。

## 個人成績
| 国内大会個人成績 | 国内大会個人成績 | 国内大会個人成績 | 国内大会個人成績 | 国内大会個人成績 | 国内大会個人成績 | 国内大会個人成績 | 国内大会個人成績 | 国内大会個人成績 | 国内大会個人成績 | 国内大会個人成績 | 国内大会個人成績 |
| 年度             | クラブ           | 背番号           | リーグ           | リーグ戦         | リーグ戦         | リーグ杯         | リーグ杯         | オープン杯       | オープン杯       | 期間通算         | 期間通算         |
| 年度             | クラブ           | 背番号           | リーグ           | 出場             | 得点             | 出場             | 得点             | 出場             | 得点             | 出場             | 得点             |
| オーストラリア   | オーストラリア   | オーストラリア   | オーストラリア   | リーグ戦         | リーグ戦         | リーグ杯         | リーグ杯         | FFA杯            | FFA杯            | 期間通算         | 期間通算         |
| ---------------- | ---------------- | ---------------- | ---------------- | ---------------- | ---------------- | ---------------- | ---------------- | ---------------- | ---------------- | ---------------- | ---------------- |
| 2005-06          | NZナイツ         |                  | Aリーグ          | 9                | 0                |                  |                  | -                | -                | 9                | 0                |
| ルーマニア       | ルーマニア       | ルーマニア       | ルーマニア       | リーグ戦         | リーグ戦         | リーグ杯         | リーグ杯         | ルーマニア杯     | ルーマニア杯     | 期間通算         | 期間通算         |
| 2006-07          | ディナモ         |                  | リーガ1          | 1                | 0                |                  |                  |                  |                  | 1                | 0                |
| オーストラリア   | オーストラリア   | オーストラリア   | オーストラリア   | リーグ戦         | リーグ戦         | リーグ杯         | リーグ杯         | FFA杯            | FFA杯            | 期間通算         | 期間通算         |
| 2007-08          | ウェリントン     |                  | Aリーグ          | 20               | 0                |                  |                  | -                | -                | 20               | 0                |
| 2008-09          | ウェリントン     |                  | Aリーグ          | 13               | 0                |                  |                  | -                | -                | 13               | 0                |
| 2009-10          | メルボルン       |                  | Aリーグ          | 14               | 0                |                  |                  | -                | -                | 14               | 0                |
| 2010-11          | ゴールドコースト |                  | Aリーグ          | 30               | 0                |                  |                  | -                | -                | 30               | 0                |
| 2011-12          | ゴールドコースト | 1                | Aリーグ          | 10               | 0                |                  |                  | -                | -                | 10               | 0                |
| 通算             | オーストラリア   | オーストラリア   | Aリーグ          | 96               | 0                |                  |                  | -                | -                | 96               | 0                |
| 通算             | ルーマニア       | ルーマニア       | リーガ1          | 1                | 0                |                  |                  |                  |                  | 1                | 0                |
| 総通算           | 総通算           | 総通算           | 総通算           | 97               | 0                |                  |                  |                  |                  | 97               | 0                |

## 代表歴

### 出場大会
- ニュージーランド代表
  - 2010 FIFAワールドカップ

### 試合数
- 国際Aマッチ 29試合 0得点（2006年-2014年）[3]

| ニュージーランド代表 | 国際Aマッチ | 国際Aマッチ |
| 年                   | 出場        | 得点        |
| -------------------- | ----------- | ----------- |
| 2006                 | 7           | 0           |
| 2007                 | 0           | 0           |
| 2008                 | 2           | 0           |
| 2009                 | 5           | 0           |
| 2010                 | 2           | 0           |
| 2011                 | 3           | 0           |
| 2012                 | 2           | 0           |
| 2013                 | 5           | 0           |
| 2014                 | 3           | 0           |
| 通算                 | 29          | 0           |